# (13151) Polino
(13151) Polino ist ein Asteroid des Hauptgürtels, der am 22. Juli 1995 vom italienischen Amateurastronomen Giampiero Iatteri (1941–2004) an der Sternwarte in Polino (IAU-Code 609) in der Provinz Terni in der Region Umbrien entdeckt wurde.
Der Asteroid wurde am 23. Mai 2000 nach der Gemeinde Polino, dem Ort seiner Entdeckung, benannt.